# Danmarkshavn (dokumentarfilm)
Danmarkshavn er en dansk dokumentarfilm.

## Handling
Opførelsen af den nordligst beliggende radio- og vejrstation i Grønland i 1948.